# Крижанівський Андрій Степанович
Андрій Степанович Крижанівський (*2 січня 1936, Харків — † 29 листопада 1989, Москва) — український письменник, гуморист, сатирик. Автор численних гуморесок та пародій, лауреат літературної премії Остапа Вишні (1989). Син Степана Крижанівського.

## Біографія
Народився 2 січня 1936 року в Харкові в родині поета й літературознавця Степана Крижанівського. В 1959 році закінчив факультет журналістики Київського університету. 1983 року закінчив Вищі літературні курси в Літературному інституті імені О. М. Горького.
Працював на Українському радіо в редакції «іномовлення», відповідальний секретар у журналах «Ранок» та «Україна», ведучий гумористичної рубрики «Зенітка» у журналі «Вітчизна».

Могила Андрія Крижанівського

Помер 29 листопада 1989 року у Москві, де він щойно отримав літературну премію Остапа Вишні. Смерть сталася у номері готелю від вродженої аневризми судини головного мозку, де він готувався до виступу в Колонному залі. Похований у Києві на Байковому кладовищі (ділянка № 52).

## Твори
Автор гумористичних книжок:
- «Лідер опозиції» (1968);
- «Крижана усмішка» (1972);
- «Бабця з Копенгагена» (1974);
- «Гномо сапіенс» (1977);
- «Хто спалив Карфаген?» (1980);
- «Телефонна пригода» (1980);
- «Стрибок з Парнасу» (1982);
- «Інтерв'ю з колоритним дідом» (1983);
- «Концерт для скріпки з реєстром» (1985).

## Інше
Друзі й однокурсники Андрія Крижанівського — Валерій Гужва й Ігор Малишевський, які й понині є чи не єдиними його біографами. Андрій Крижанівський в дитинстві спілкувався з Остапом Вишнею. Як засвідчує сам Крижанівський, «автор цих рядків бачив і чув Павла Михайловича не раз. Збіг обставин: жили в одному під'їзді».